# 中間圏界面

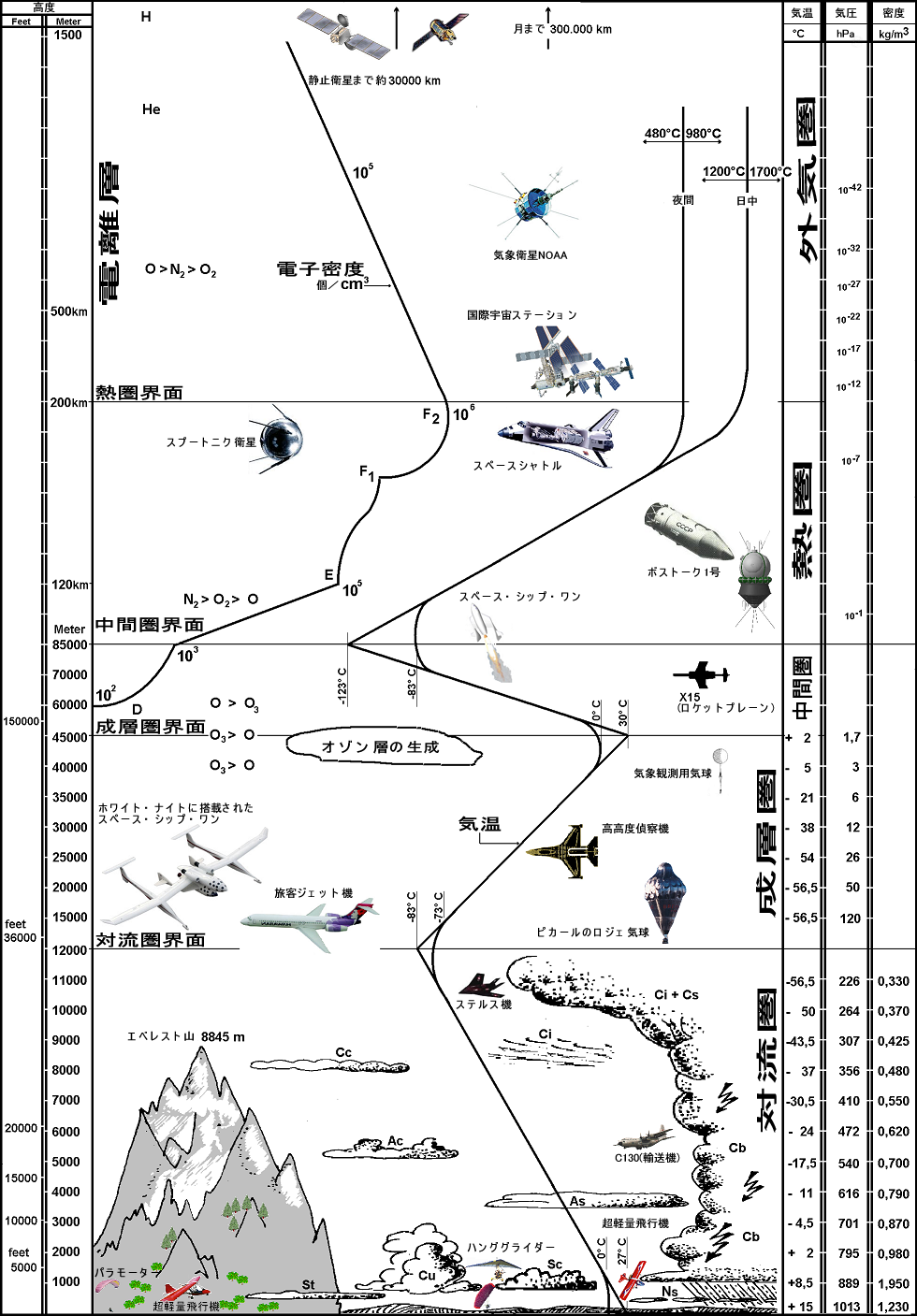
地球大気の鉛直構造

中間圏界面（ちゅうかんけんかいめん、英語: mesopause）は、中間圏と熱圏との間で、温度が最も低くなる場所。太陽による加熱の不足やかなり強い二酸化炭素による放射冷却に伴い、ここの温度は-100 °C (173 K)と地球大気で最も低温である。長らく中間圏界面の高度は85 kmほどと考えられていたが、近年のより高高度での観測やモデルを用いた研究により、高度85 km付近に加え、高度100 km付近により強い低温のピークがあることが示されている。
もう一つの特徴は、「中間圏界面異常」とも呼ばれ、中間圏界面では冬より夏のほうが温度が低いことである。これは、空気の循環が、夏の極での上昇気流と、冬の極での下降気流を促進するためである。上昇する空気は膨張して気温が下がるので、夏の中間圏界面に低温がもたらされ、逆に、下降する空気は圧縮されるので、冬の中間圏界面での昇温を促す。中間圏界面では、夏の極と冬の極との循環は平均的な東西の空気の流れに逆えるだけの運動量を確保する重力波の散逸によってもたらされ、それが小さな南北の循環をもたらす。
近年では、二酸化炭素の増加による地球規模での気候変動についての研究で、中間圏界面が注目されている。温室効果ガスが気温の上昇をもたらす対流圏と異なり、中間圏では二酸化炭素の増加が放射の放出を促すので、温度が低くなる。これはある程度の効果をもたらす。すなわち、中間圏界面では、二酸化炭素の増加に伴い温度が下がるはずである。この気温低下の規模にかかわらず、観測結果も中間圏界面での温度の低下を示しており、更なる研究の対象になっている。この現象についての、モデルを使った研究も行われている。